# 알리 무함마드 무자와르
알리 무함마드 무자와르(Ali Muhammad Mujawar, 1953년 4월 26일 ~)는 예멘의 정치인으로, 전력 장관을 거쳐 2007년부터 2011년까지 예멘의 총리를 지냈다.
2011년 반정부 봉기의 여파로, 예멘 대통령 알리 압둘라 살레는 무자와르를 비롯한 다른 내각 구성원들을 예멘 내각에서 총사직하게 했으나, 무자와르는 새로운 정부 구성에서 남아있었다. 무자와르는 2011년 6월, 대통령 궁전의 부지 내에 있는 사원이 반군에 의해 포격되어 대통령 살레와 함께 부상을 입었다. 사우디아라비아의 리야드로 이송되어 8월 6일 퇴원했지만, 아직 귀국은 확정되지 않았다.

## 참고 자료
- Parliament of Yemen Official Website